# Peter Kienast
Peter Kienast (Ellbögen, 30 marzo 1949 – 12 dicembre 1991) è stato un bobbista e skeletonista austriaco.

## Biografia
Iniziò la sua carriera nello skeleton e nel 1978 partecipò ai campionati nazionali tedeschi di Schönau am Königssee, vincendo la medaglia di bronzo.
All'inizio degli anni ottanta passò al bob come pilota per la squadra nazionale austriaca. Ha vinto un trofeo di Coppa del Mondo, trionfando nel bob a quattro nel 1987/88 a pari punti con il connazionale Ingo Appelt, mentre giunse al terzo posto finale sia nel 1986/87 che nel 1988/89, sempre nella disciplina a quattro.
Prese parte a due edizioni dei Giochi olimpici invernali: a Sarajevo 1984 si classificò al tredicesimo posto nel bob a due e all'undicesimo nel bob a quattro. Quattro anni dopo, a Calgary 1988, fu invece ottavo nella gara a due e sesto in quella a quattro.
Ha inoltre partecipato ad alcune edizioni dei campionati mondiali, conquistando in totale una medaglia d'argento. Nel dettaglio i suoi risultati nelle prove iridate sono stati, nel bob a quattro: sesto a Breuil-Cervinia 1985, medaglia d'argento a Schönau am Königssee 1986 con Franz Siegl, Gerhard Redl e Christian Mark e quinto a Sankt Moritz 1987.
Agli europei ha invece conquistato tre medaglie nel bob a quattro, di cui un oro vinto a Igls 1990, e due bronzi.

## Palmarès

### Bob

#### Mondiali
- 1 medaglia:
  - 1 argento (bob a quattro a Schönau am Königssee 1986).

#### Europei
- 3 medaglie:
  - 1 oro (bob a quattro a Igls 1990);
  - 2 bronzi (bob a quattro a Igls 1986; bob a quattro a Winterberg 1989).

#### Coppa del Mondo
- Vincitore della classifica generale nel bob a quattro maschile nel 1987/88.

### Skeleton

#### Campionati tedeschi
- - 1 bronzo (singolo a Schönau am Königssee 1978).